# Deer Park (Illinois)
Deer Park est un village des comtés de Cook et de Lake dans l'Illinois, aux États-Unis,. Il est incorporé le 20 janvier 1958.

## Démographie
Lors du recensement de 2010, le village comptait une population de 3 200 habitants. Elle est estimée, en 2016, à 3 731 habitants.

## Source de la traduction
- (en) Cet article est partiellement ou en totalité issu de l’article de Wikipédia en anglais intitulé « Deer Park, Illinois » (voir la liste des auteurs).